# 14836 Maxfrisch
A 14836 Maxfrisch (ideiglenes jelöléssel 1988 CY) a Naprendszer kisbolygóövében található aszteroida. Freimut Börngen fedezte fel 1988. február 14-én.
Nevét Max Frisch (1911 – 1991) svájci építész, író után kapta.